# Ealdred II. (Bamburgh)
Ealdred II. (* zwischen 995 und 1007; † ermordet 1038) war Earl of Bernicia mit der Residenz Bamburgh Castle ab 1020/25. Er war ein Sohn von Uhtred, Earl of Northumbria, der von Thurbrand the Hold 1016 mit der Duldung Knuts des Großen ermordet wurde. Ealdreds Mutter war Ecgfrida, Tochter von Bischof Aldhun von Durham.
Ealdred folgte seinem Onkel Eadwulf Cudel als Earl von Bernicia 1020/25 und tötete einige Zeit später, wahrscheinlich in der Mitte der 1020er Jahre, Thurbrand aus Rache für den Tod seines Vaters. 1038 wurde Ealdred im Gegenzug von Thurbrands Sohn Carl ermordet. Sein Bruder Eadwulf wurde sein Nachfolger. Die Angelsächsische Chronik behauptet, dass Eadwulf im Jahre 1041 von König Harthacnut „verraten“ worden sei. Der „Verrat“ scheint von Siward, Earl of Northumbria ausgeführt worden zu sein; falls der Libellus de exordio und andere Quellen über dasselbe Ereignis schreiben, sagen sie, dass Siward Eadulf angegriffen und getötet habe. So wurde Siward Graf von ganz Northumbria, wohl der erste seit Uhtred.
Ealdreds Tochter Ealdgyth war mit Ligulf verheiratet, der 1080 ermordet wurde. Ealdreds Tochter Aelfflaed war die erste Frau von Siward und ihr Sohn (Ealdreds Enkel) war Waltheof II., Earl of Northumbria.